# علايلي دادا
علايلي دادا (بالإنجليزية: Alaili Dadda`)‏ هي منطقة سكنية في جيبوتي وتقع في إقليم أوبوك يقدر عدد السكان في
علايلي دادا، بـ 1,456 نسمة[بحاجة لمصدر] وترتفع عن مستوى سطح البحر 385 متر.

## المناخ
يظهر الجدول التالي التغييرات المناخية على مدار السنة لعلايلي دادا:
| البيانات المناخية لـعلايلي دادا   | البيانات المناخية لـعلايلي دادا | البيانات المناخية لـعلايلي دادا | البيانات المناخية لـعلايلي دادا | البيانات المناخية لـعلايلي دادا | البيانات المناخية لـعلايلي دادا | البيانات المناخية لـعلايلي دادا | البيانات المناخية لـعلايلي دادا | البيانات المناخية لـعلايلي دادا | البيانات المناخية لـعلايلي دادا | البيانات المناخية لـعلايلي دادا | البيانات المناخية لـعلايلي دادا | البيانات المناخية لـعلايلي دادا | البيانات المناخية لـعلايلي دادا |
| الشهر                             | يناير                           | فبراير                          | مارس                            | أبريل                           | مايو                            | يونيو                           | يوليو                           | أغسطس                           | سبتمبر                          | أكتوبر                          | نوفمبر                          | ديسمبر                          | المعدل السنوي                   |
| --------------------------------- | ------------------------------- | ------------------------------- | ------------------------------- | ------------------------------- | ------------------------------- | ------------------------------- | ------------------------------- | ------------------------------- | ------------------------------- | ------------------------------- | ------------------------------- | ------------------------------- | ------------------------------- |
| متوسط درجة الحرارة الكبرى °م (°ف) | 27.7 (81.9)                     | 28.0 (82.4)                     | 29.7 (85.5)                     | 31.6 (88.9)                     | 34.7 (94.5)                     | 37.4 (99.3)                     | 38.2 (100.8)                    | 37.4 (99.3)                     | 35.7 (96.3)                     | 32.6 (90.7)                     | 29.8 (85.6)                     | 27.9 (82.2)                     | 32.6 (90.6)                     |
| متوسط درجة الحرارة الصغرى °م (°ف) | 19.6 (67.3)                     | 20.4 (68.7)                     | 21.6 (70.9)                     | 23.3 (73.9)                     | 25.7 (78.3)                     | 28.2 (82.8)                     | 28.0 (82.4)                     | 27.3 (81.1)                     | 27.3 (81.1)                     | 23.8 (74.8)                     | 21.5 (70.7)                     | 20.4 (68.7)                     | 23.9 (75.1)                     |
| الهطول مم (إنش)                   | 10 (0.4)                        | 11 (0.4)                        | 13 (0.5)                        | 11 (0.4)                        | 6 (0.2)                         | 2 (0.1)                         | 13 (0.5)                        | 19 (0.7)                        | 17 (0.7)                        | 7 (0.3)                         | 14 (0.6)                        | 12 (0.5)                        | 135 (5.3)                       |
| المصدر: Climate-Data.org          |                                 |                                 |                                 |                                 |                                 |                                 |                                 |                                 |                                 |                                 |                                 |                                 |                                 |